# Црвено-зелена коалиција
Црвено-зелена коалиција је социјалистичка партија у Данској.
Партија је формирана 1989. године као изборна коалиција три левичарске партије, Левих социјалиста, Комунистичке партије Данске и Социјалистичке радничке партије. Било је планирано да се коалицији придруже и Зелена партија и ''Заједнички курс'', како би се формирао један заједнички прогресивни покрет, али до тога није дошло. Комунистичка радничка партија је постала чланица коалиције 1991.године.

## Резултати

### Изборни резултати
| 1990. | Дански парламент | 54,038  | 1.70% | 0  |
| 1994. | Дански парламент | 104,701 | 3.1%  | 6  |
| 1998. | Дански парламент | 91,933  | 2.70% | 5  |
| 2001. | Дански парламент | 82,685  | 2.40% | 4  |
| 2005. | Дански парламент | 114,123 | 3.40% | 6  |
| 2007. | Дански парламент | 74,982  | 2.20% | 4  |
| 2011. | Дански парламент | 236,860 | 6.70% | 12 |
| 2015. | Дански парламент | 274,463 | 7.80% | 14 |
| 2019. | Дански парламент | 244,664 | 6.90% | 13 |